# Амири, Захиб Ислам
Захиб Ислам Амири (15 февраля 1990 года; Кабул, Демократическая Республика Афганистан) — афганский футболист. Играет на позиции защитника. С 2006 года выступает за национальную сборную Афганистана и является рекордсменом по количеству игр в ней.

## Ранние годы
Амири родился 15 февраля 1990 года в семье хазарейских владельцев магазина в Кабуле. В детстве Захиб играл в футбол используя самодельный мяч, состоящий из свернутой ткани, сотканный вместе.

## Карьера

### Афганистан
Амири начал свою карьеру в клубе Шоа. После в 2007 году он перешёл в Кабул Банк.

### Индия
Амири присоединился к Мумбаи в 2011 году и быстро стал одним из звездных игроков клуба. После его впечатляющих выступлений в сезоне 2012-13 гг. Ислам получил «Приз лучшего игрока по мнению болельщиков». Несмотря на это его контракт с «Мумбаи» не был возобновлен, и Амири начал раздумывать о переходе в чемпионат Бахрейна или Омана, но в конечном счете он решил остаться в Индии.
11 января 2014 года Амири подписал контракт с Демпо и взял номер 18. Он дебютировал в клубе в матче против «Рангдажид Юнайтед». 7 апреля 2014 года Амири был вовлечён в конфликт между игроками «Демпо» и «Мумбаи».
30 мая он продлил контракт с Демпо.
4 апреля 2015 Амири забил первые голы за клуб в матче против Гоа.
В 2016 году Амири подписал контракт с Шиваджианс. В 2017 году он перешёл в Ченнаи. После разногласий с тренером он покинул клуб.

## Международная карьера
Дебютировал за сборную в Кубке Южной Азии в матче против Мальдивских островов. Первый гол за сборную он забил в матче против Бутана.